# Grigorij Perelman
Grigorij Jakovlevitj Perelman (russisk: Григорий Яковлевич Перельман) (født 13. juni 1966 i Leningrad, USSR, nu Sankt Petersborg, Rusland),
er en russisk matematiker.
Matematikkens fornemste pris, Fields-medaljen og en kontant belønning, blev tildelt Grigorij på den internationale matematikkongres i Madrid, 2006. Han afslog dog at modtage den.
Prisen blev tildelt for hans arbejde med Poincarés formodning.